# Работы Йоже Плечника в Любляне

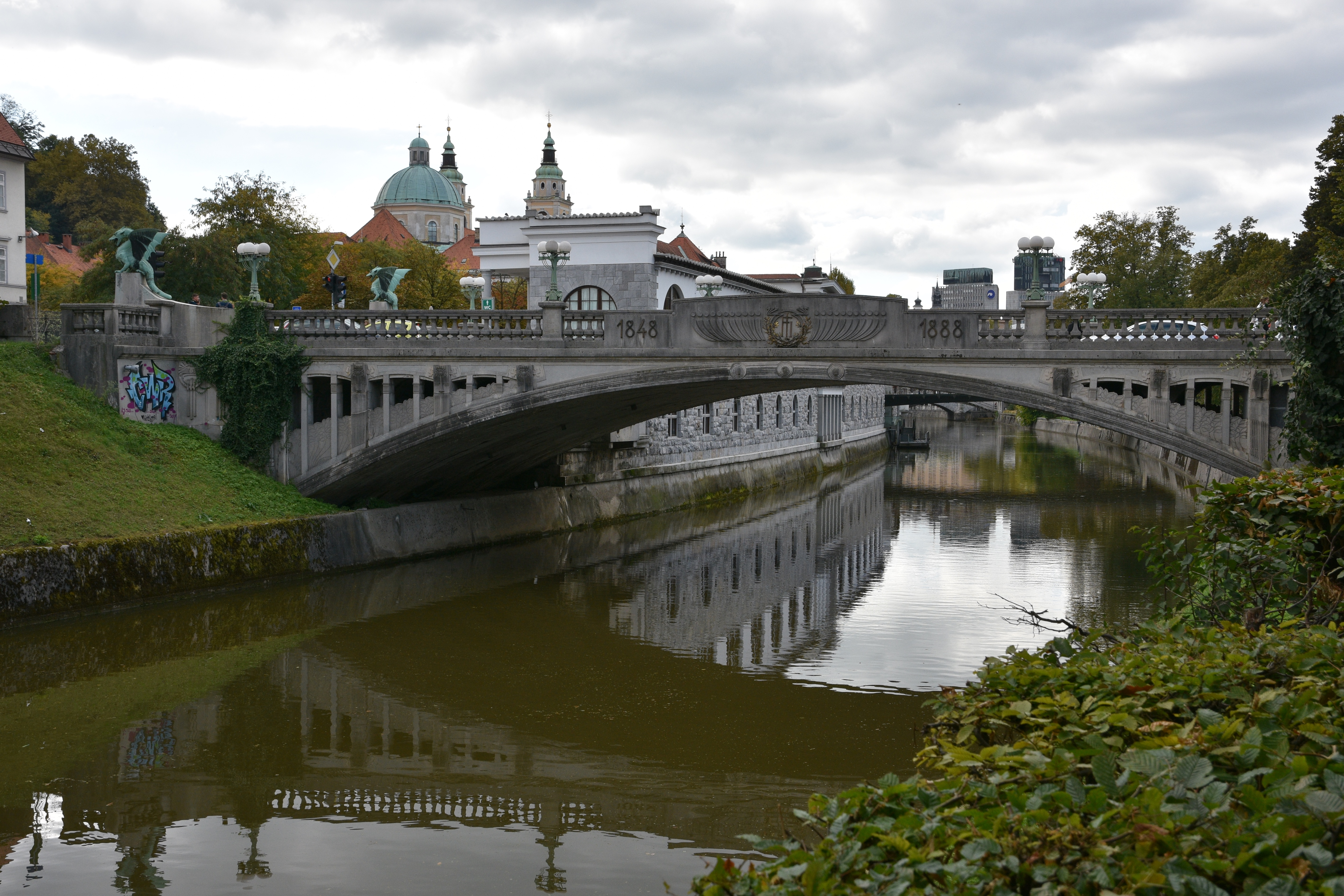
Драконов мост

Работы Йоже Плечника в Любляне были внесены в список всемирного наследия ЮНЕСКО в 2021 году. В этом же году выдающиеся работы архитектора получили определение «городской дизайн, ориентированный на человека» (англ. Human Centered Urban Design).
В межвоенный период перед Йоже Плечником стояла задача: превратить Любляну из провинциального города в столицу словенской нации. Плечнику удалось создать ряд общественных пространств и учреждений и интегрировать их в уже существовавшую ранее «ткань города».
Объект всемирного наследия ЮНЕСКО включает в себя семь архитектурных ансамблей и произведений Плечника (рынок и променад по набережным относятся к одному архитектурному ансамблю):
| Название                                             | Изображение                                             | ID       | Координаты                      | Площадь собственности |
| ---------------------------------------------------- | ------------------------------------------------------- | -------- | ------------------------------- | --------------------- |
| Трновский мост                                       | Trnovo bridge                                           | 1643-001 | 46°02′36″ с. ш. 14°30′08″ в. д. | нет                   |
| Зелёный променад по улице Вегова                     | Congress square with Ljubljana Castle in the background | 1643-002 | 46°02′52″ с. ш. 14°30′12″ в. д. | нет                   |
| Люблянский центральный рынок                         |                                                         | 1643-003 | 46°02′56″ с. ш. 14°30′20″ в. д. | 12 388 га             |
| Променад по набережным и мостам через реку Любляницу |                                                         | 1643-003 | 46°02′56″ с. ш. 14°30′20″ в. д. | 12 388 га             |
| Реконструкция Римских стен в Мирье                   | Reconstructed Roman walls along a road                  | 1643-004 | 46°02′45″ с. ш. 14°29′54″ в. д. | 0,72 га               |
| Церковь Святого Михаила                              |                                                         | 1643-005 | 46°00′44″ с. ш. 14°30′21″ в. д. | 0,281 га              |
| Церковь Св. Франциска Ассизского                     |                                                         | 1643-006 | 46°04′06″ с. ш. 14°29′49″ в. д. | 1 079 га              |
| Кладбище Жале, Сад всех святых                       |                                                         | 1643-007 | 46°04′03″ с. ш. 14°31′43″ в. д. | 1 323 га              |